# Richard Lovelace (1er baron Lovelace)
Richard Lovelace, 1er baron Lovelace (1564 - 22 avril 1634) de Hurley, Berkshire est un homme politique anglais qui siège à la Chambre des communes à plusieurs reprises entre 1601 et 1622. Il est élevé à la pairie en tant que baron Lovelace en 1627.

## Biographie
Il est le fils de Richard Lovelace et son épouse, Anne, la fille de Richard Warde de Hurst, également dans le Berkshire. Il fait ses études au Merton College d'Oxford en 1584, est fait chevalier en 1599 et succède à son père en 1602.

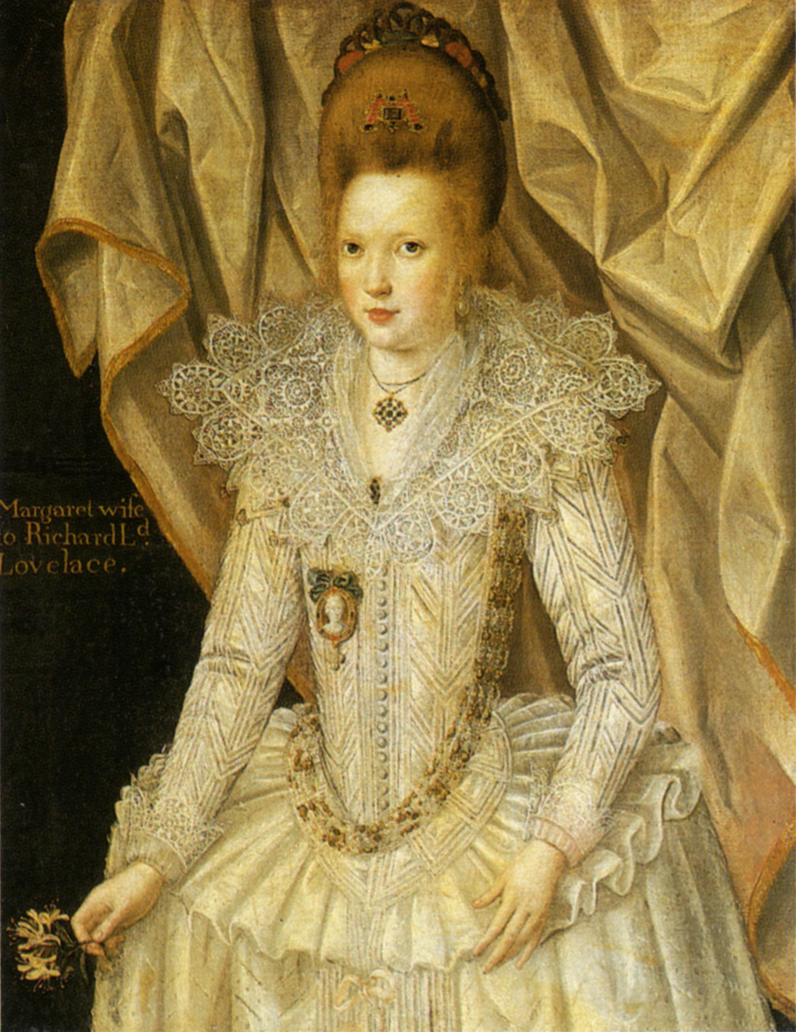
Portrait de Margaret, Lady Lovelace, épouse de Richard, 1er Lord Lovelace par John de Critz

Il devient soldat et commande une force sous le Lord lieutenant d'Irlande, après quoi il est fait chevalier à Dublin par le comte d'Essex . Son association avec le comte conduit à une brève période d'emprisonnement pour complot contre la reine Elizabeth Ire, mais il est libéré sans inculpation.
Il est élu au Parlement d'Angleterre pour représenter le Berkshire en 1601, Abingdon en 1604, New Windsor en 1614 et le Berkshire à nouveau en 1621 .
Il est nommé High Sheriff de Berkshire pour 1610-11 et pour l'Oxfordshire pour 1626-27. En 1627, il est créé baron Lovelace de Hurley par Charles Ier .
Il est mort à Hurley en 1634 . Il s'est marié deux fois: avec Katherine, fille de Sir George Gyll et veuve de William Hyde de Denchworth dans le Berkshire (maintenant Oxfordshire) (sans enfants) et, en secondes noces avec Margaret, fille et cohéritière d'un riche marchand, William Dodworth, avec qui il a quatre fils et cinq filles. Le fils aîné est son héritier John Lovelace (2e baron Lovelace) et une fille Elizabeth épouse le régicide Henry Marten (régicide).